# Evangelische Kirche (Reiskirchen)

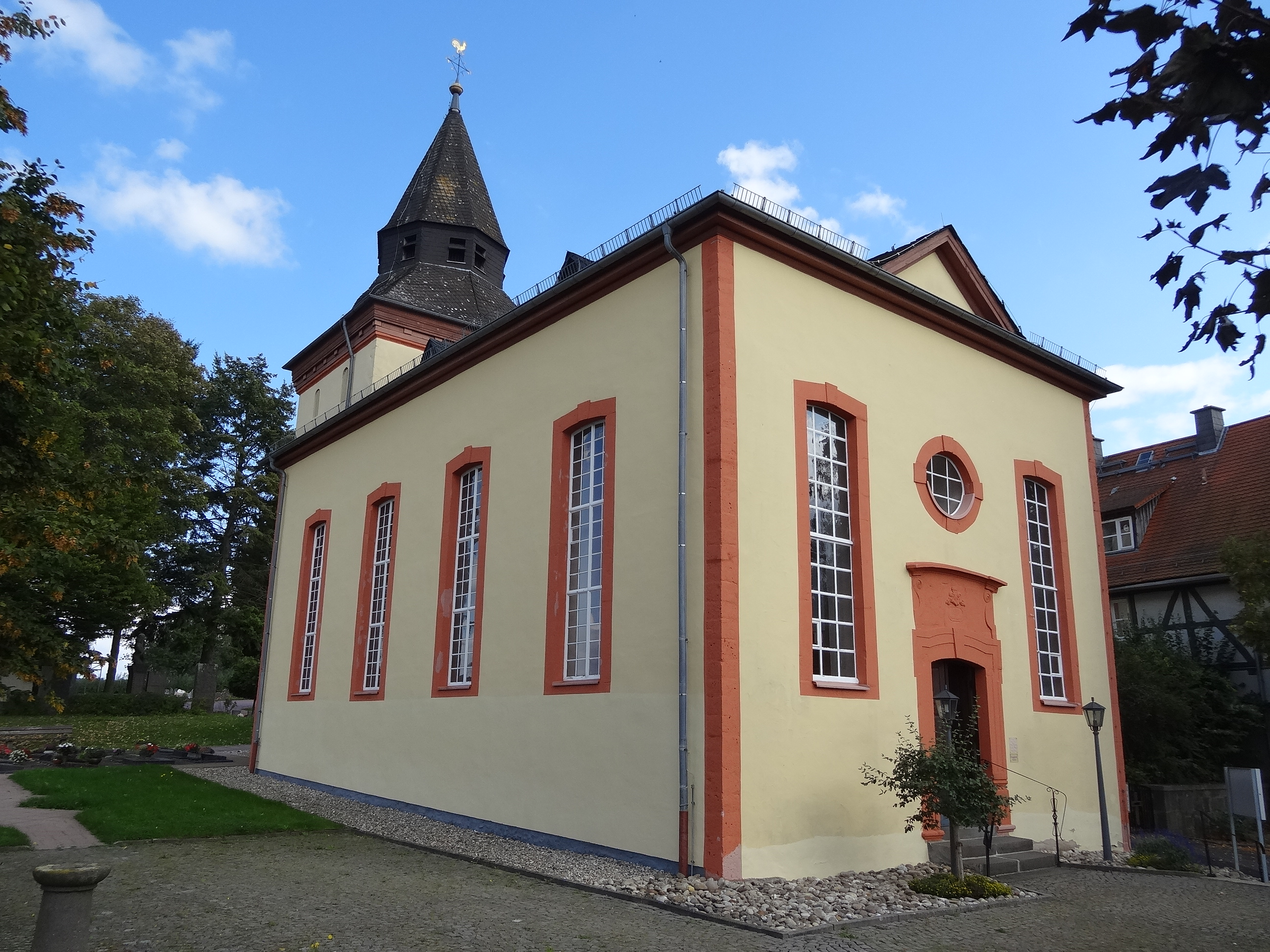
Kirche von Nordwesten

Kirche von Osten

Die Evangelische Kirche in Reiskirchen im Landkreis Gießen (Hessen) ist eine Saalkirche von 1771 mit einem spätgotischen Chorturm aus der Zeit um 1300. Stilistisch steht das Kirchenschiff an der Übergangszeit von Spätbarock zum Klassizismus. Die Kirche ist hessisches Kulturdenkmal.
Die Kirchengemeinde gehört zum Dekanat Gießener Land in der Propstei Oberhessen der Evangelischen Kirche in Hessen und Nassau.

## Geschichte
Eine Vorgängerkirche ließ Richolf im 10. Jahrhundert als Eigenkirche errichten, nach der Reiskirchen seinen Namen erhielt. Sie war im Jahr 1226 Pfarrkirche, als es zu einem Streit über das Patronatsrecht kam. Im späten Mittelalter gehörte der Ort zum Sendbezirk Buseck und war dem Dekanat Amöneburg von St. Stephan im Bistum Mainz zugeordnet. Mit Einführung der Reformation wechselte die Kirchengemeinde zum evangelischen Bekenntnis. Erster protestantischer Pfarrer war vor 1591 Joh. Mengel.
Als 1613 der gesamte Ort von einem Großfeuer heimgesucht wurde, war „die Kirche oben herab, was vom Gehölz daran gewesen, abgebrandt bis uf das Gewölbe“. Offensichtlich wurde sie bis zum Beginn des Dreißigjährigen Kriegs wiederhergestellt. In der Mitte des 18. Jahrhunderts wurde die Kirche baufällig, sodass 1769 bis 1771 das Schiff neu errichtet wurde.
Der Turm erhielt 1859 einen neuen Helmaufbau. Im Zuge einer umfassenden Renovierung in den Jahren 1898/1899 wurde das Dach abgenommen. Ein vierwöchiger Regen zerstörte daraufhin Teile der Inneneinrichtung. Im Chor wurden die Emporen und die Orgel entfernt, die Emporen im Schiff erneuert und die Brüstungsbilder wieder freigelegt. Eine neue Orgel fand auf der neuen Westempore ihren Standort. 1934 folgten eine Innen- und Außenrenovierung und der Einbau einer Heizungsanlage, 1993 eine weitere Renovierung.

## Architektur

Innenraum mit Blick nach Osten

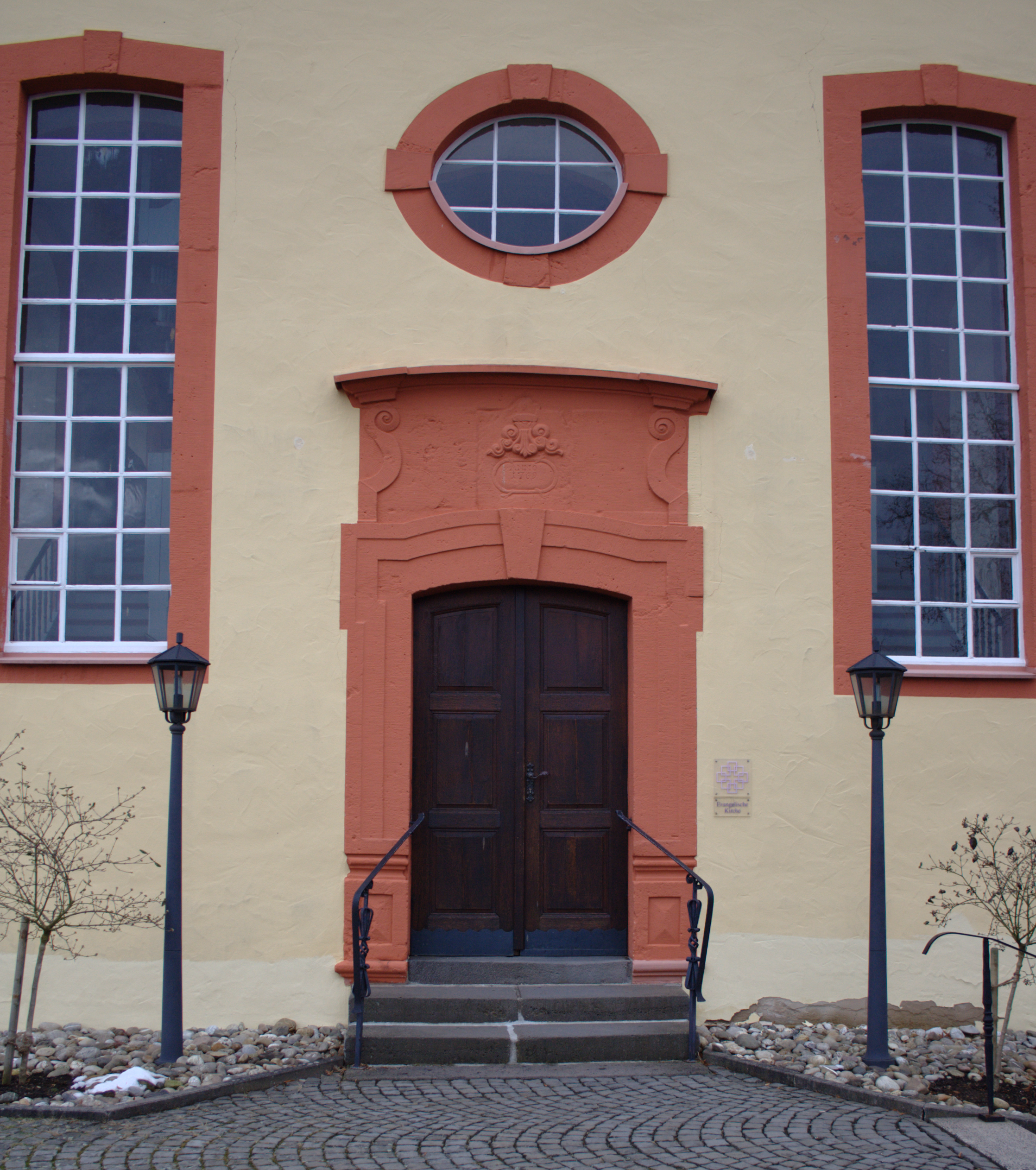
Westportal

Der nur ungefähr geostete, verputzte Saalbau ist erhöht am nordöstlichen Ortsrand errichtet.

Zweibahniges Maßwerkfenster mit Vierpass aus dem 15. Jahrhundert an der Südseite des Turms

Der Chorturm an der Ostseite auf quadratischem Grundriss hat einen Sockel mit Schräge, Eckquaderung und Hauptgesims aus Lungstein. Das Erdgeschoss hat im Osten und Süden je ein zweibahniges Maßwerkfenster, im Süden mit Dreipass im Kreis, im Osten mit Vierpass in einer Raute, während im Norden ein Schlitzfenster eingelassen ist (0,25 Meter Breite, 1,40 Meter lichte Höhe). Die Fenster im Turm stammen aus dessen Erbauungszeit, nur das Südfenster geht auf das 15. Jahrhundert zurück. Das Obergeschoss hat drei kleine Spitzbogenfenster (0,25 Meter breit, 1,00 Meter hoch). 1879 wurden unter dem Helm an jeder Seite zwei kleine Rundbogenfenster ohne Gewände eingebrochen. Der Altarraum im Erdgeschoss des Turms hat ein Kreuzgewölbe, dessen gekehlte Rippen auf Konsolen ruhen und in einem runden Schlussstein enden. Der niedrige Chorbogen ist spitzbogig und hat Kämpferplatten über Kehlen.
Der zweistufige, verschieferte Helmaufbau datiert von 1859. Ein flaches und leicht geschweiftes Zeltdach führt in der Mitte zu einem achtseitigen Glockengeschoss, dem ein oktogonaler Spitzhelm aufgesetzt ist. Er wird von Turmknauf und Kreuz bekrönt. Der Wetterhahn wurde 1899 entfernt. Die vier Glocken datieren von 1694 (Johannes Henschel), 1794 (Friedrich Wilhelm Otto) und zwei von 1958.
Das 1771 fertiggestellte Schiff wird von einem flachen Walmdach abgeschlossen, das an der Westseite einen Dreiecksgiebel aufweist. Der Innenraum wird durch hohe Stichbogenfenster mit roten Sandsteingewänden belichtet, je vier an den Langseiten und zwei an der Westseite. Die Fenster erhielten 1899 ihren sechsteiligen gusseisernen Rahmen mit kleinen quadratischen Glasfeldern. Das Westportal hat eine Umrahmung aus rotem Sandstein im Stil des Klassizismus und präsentiert sich als Haupteingang. Über dem flachbogigen Sturz ist ein Feld mit Voluten verziert, das in ovaler Kartusche die Inschrift „ANNO 1769“ trägt. Ähnlich ist das Südportal gestaltet, dessen breite Umrahmung mit Ranken und Blumenketten verziert ist, dessen Abschlussfeld aber leer ist. Über dem Westportal ist ein ovales Fenster eingelassen.

## Ausstattung

Sakramentsnische

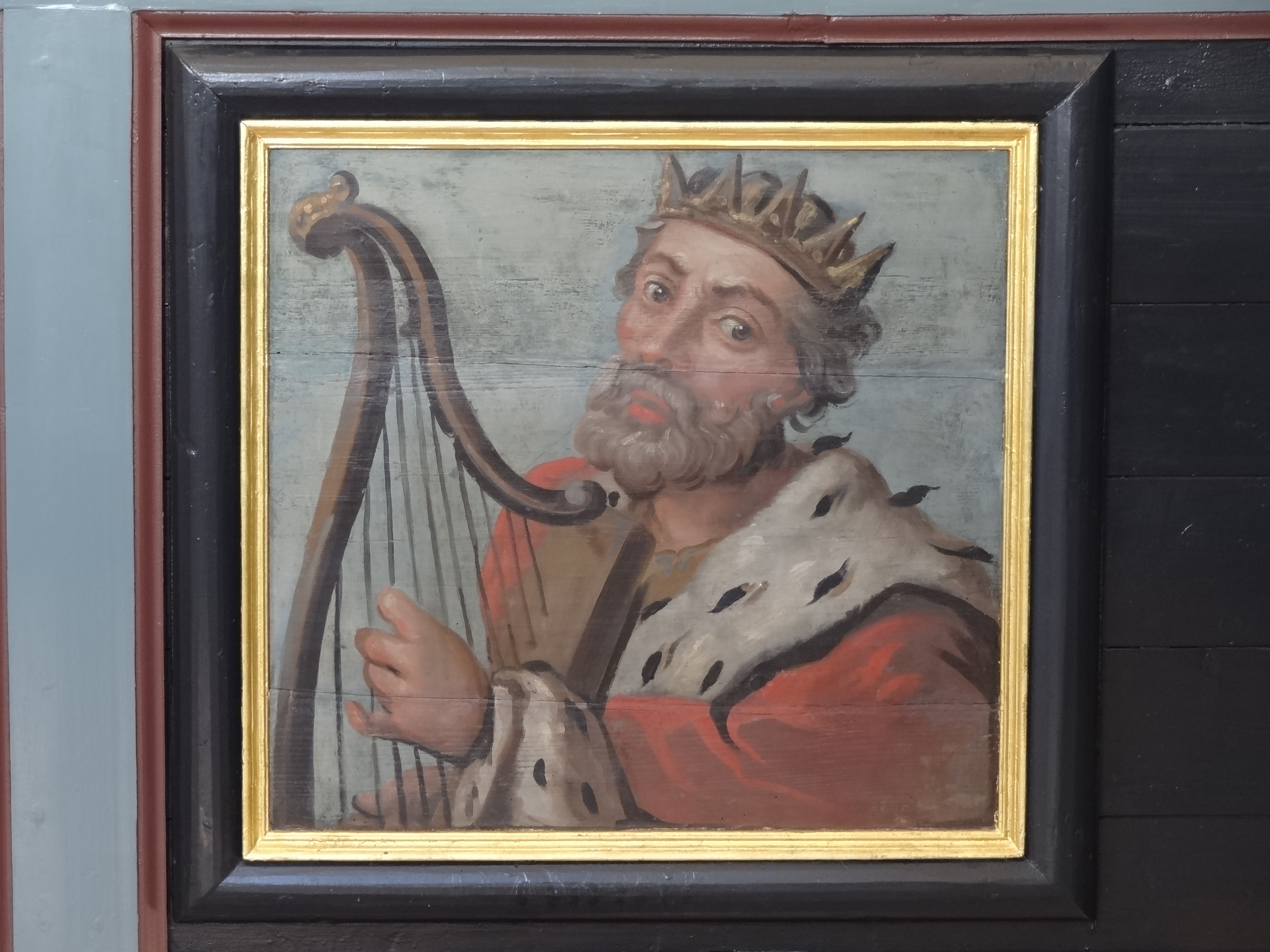
Könid David als Brüstungsmalerei

Epitaph für Familie Reit

Der Innenraum wird von einem Muldengewölbe abgeschlossen. Ein großer Teil der Inneneinrichtung stammt aus dem Jahr 1899. Auch der Altar aus weißem Marmor wurde zu dieser Zeit gestiftet. An den dreiseitig umlaufenden Emporen, die von schlanken eisernen Säulen mit korinthischen Kapitellen getragen werden, hängen die unterschiedlich großen Brüstungsbilder, die 1771 möglicherweise von Daniel Hisgen für den Neubau geschaffen wurden. Sie zeigen an der Nordempore 10 Bilder: Jesus in Gethsemane, seine Kreuzigung, Auferstehung und Himmelfahrt, die vier Evangelisten sowie Petrus und Paulus, an der Südempore 12 Bilder, nämlich 10 Apostel, die von Jesu Taufe und König David mit Harfe flankiert werden.
Ein bemaltes hölzernes Epitaph für Pastor Christian Reit († 11. August 1606), seine Frau und seine Tochter († 3. August 1606) in Altarnähe zeigt die Familie in einer idyllischen Landschaft unter einem Kruzifix kniend. Nachdem Pastor Reit erst seit 1605 den Dienst in Reiskirchen angetreten hatte, starben sie alle im August 1606 an der Pest.
Die spätgotische Sakramentsnische mit eisernem Gitter im Chor stammt möglicherweise aus dem Jahr 1519. Sie ist mit Rahmen 0,86 Meter breit und 1,12 Meter hoch. Über der profilierten Umfassung sind eine Spitzbogenblende mit der schwer zu deutenden Jahreszahl „XVcXIX“ im Bogenfeld und darüber drei Fialen angebracht. Eine kleine Nische ist rechts vom Altar in der Turmwand eingelassen, die möglicherweise ebenfalls als Sakramentsnische diente.
Die polygonale hölzerne Kanzel von 1771 mit Füllungen in den Kanzelfeldern steht frei auf einem Fuß, der mit Flachschnitzerei verziert ist. Das hölzerne Kirchengestühl lässt einen Mittelgang frei.

## Orgel

Förster-Orgel von 1899

Im Jahr 1740 schaffte die Gemeinde eine erste Orgel an. Ob dieses Werk in die neue Kirche übernommen wurde, ist unbekannt. Johann Georg Förster erhielt 1898 den Auftrag für einen Neubau und lieferte sein Opus 85 im Mai 1899 für 3000 Mark. Die zweimanualige Orgel verfügt über neun Register und eine pneumatische Traktur. Im Jahr 2021 sanierte Förster & Nicolaus Orgelbau das Instrument. Die Disposition lautet wie folgt:
| I Manual C–f3     |       |
| Principal         | 8′    |
| Hohlflöte         | 8′    |
| Gambe             | 8′    |
| Octave            | 4′    |
| Cornettino II–III | 2 ⁄3′ |

| II Manual C–f3 |    |
| Salicional     | 8′ |
| Still-Gedeckt  | 8′ |
| Flauto dolce   | 4′ |

| Pedal C–d1 |     |
| Subbass    | 16′ |

- Koppeln: II/I, I/P, Superoktavkoppel, Suboktavkoppel, Oktavkoppel Pedal
- Spielhilfe: Tutti als Fußhebel